# Playboy: The Mansion
Playboy: The Mansion es un videojuego para PC y las consolas PlayStation 2 y Xbox, desarrollado en el 2004 por Cyberlore Studios y distribuido por Groove Games y Ubisoft.
Inspirado en el éxito de ventas Los Sims, allí haces el papel de Hugh Hefner, el fundador de Playboy Enterprises, para dirigir su excitante imperio. 
El juego comienza con dos objetivos a cumplir:
1: Edificar la mansión y decorarla al gusto de cada uno (hay gran variedad de objetos, aparte de elementos extra que debes desbloquear).
2: Contratar al personal (fotógrafos y periodistas). Se empieza con tres empleados, el director adjunto y la secretaria de Hefner.
Los contenidos necesarios para publicar un número son:
1. Portada
2. Centerfold
3. Editorial (escrito por un VIP)
4. Entrevista a un VIP
5. Artículo

Los temas de los que tratan los artículos, editoriales,  y otros son variados: Deportes, Arte y Literatura, Cine, Política...

## Algunos detalles de Playboy: The Mansion
- A medida que avanzas en el juego, aparecen disponibles dos nuevos escenarios, la piscina (que incluye la Gruta) y el club.

- En el juego hay un solo tipo de relación importante para Hefner: los negocios. Cerrar un trato con la persona adecuada puede ser muy beneficioso para las arcas de la mansión.

- Los VIPs que aparecen en el juego son ficticios, pero hay personas reales que han pasado por la revista.

El juego contiene un apartado de Trucos y extras desbloqueables en el menú de selección.